# Abbi cura di me
Abbi cura di me è la prima raccolta del cantautore italiano Simone Cristicchi, pubblicata l'8 febbraio 2019 dalla Sony Music.

## Descrizione
Contiene una selezione di vari brani incisi dall'artista nel periodo compreso tra le pubblicazioni di Fabbricante di canzoni (2005) e Album di famiglia (2013), con l'aggiunta di due brani inediti: Lo chiederemo agli alberi e Abbi cura di me, quest'ultimo presentato al Festival di Sanremo 2019, giungendo al quinto posto ma vincendo il premio Sergio Endrigo alla miglior interpretazione e il premio Giancarlo Bigazzi per la miglior composizione musicale.

## Tracce
Testi e musiche di Simone Cristicchi, eccetto dove indicato.
1. Abbi cura di me – 4:01 (Simone Cristicchi, Gabriele Ortenzi, Nicola Brunialti)
2. Lo chiederemo agli alberi – 2:56
3. Ti regalerò una rosa – 3:47
4. Studentessa universitaria – 3:50 (Simone Cristicchi, Francesco Musacco)
5. L'ultimo valzer – 4:41
6. La vita all'incontrario – 3:26 (Simone Cristicchi, Giovanni Zappalà)
7. La prima volta (che sono morto) – 3:12 (Simone Cristicchi, Leonardo Pari)
8. Meno male – 2:58 (Simone Cristicchi, Alessandro Canini, Francesco Di Gesù, Elia Marcelli)
9. Vorrei cantare come Biagio – 3:03 (Simone Cristicchi, Leonardo Pari, Biagio Antonacci)
10. La cosa più bella del mondo – 3:41
11. Laura – 3:24
12. Magazzino 18 – 4:03 (Simone Cristicchi, Francesco Musacco, Giuseppe Nider)
13. Angelo custode – 3:15
14. L'Italia di Piero – 3:02 (Simone Cristicchi, Rosario Castagnola, Emiliano Ballarini, Diego Leanza, Ernesto Migliacci, Assolo, Leonardo Pari, Francesco Migliacci jr.)
15. Fabbricante di canzoni – 2:51
16. I matti de Roma – 3:19 (Simone Cristicchi, Danilo Ippoliti)
17. Genova brucia – 3:44
18. Che bella gente – 3:09 (Simone Cristicchi, Simona Cipollone)
19. Cellulare e carta SIM – 3:17
20. Mi manchi – 3:35 (Roberto Pacco, Simone Cristicchi, Felice Di Salvo)
21. Insegnami – 4:04

## Classifiche
| Classifica (2019) | Posizione massima |
| ----------------- | ----------------- |
| Italia            | 18                |